# EMS VCS 3
EMS VCS 3 (Electronic Music Studios Voltage Controlled Studio с 3 осцилляторами) — переносной аналоговый монофонический синтезатор, созданный в 1969 году компанией Electronic Music Studios. Получил широкое распространение в 70-е годы (особенно в прогрессивном роке). Использовался в своё время такими музыкантами и группами, как Pink Floyd, Camel, Yes, Depeche Mode, Brian Eno (когда он был в Roxy Music), King Crimson, The Who, Gong, Tangerine Dream, Aphex Twin, Autechre, Jean-Michel Jarre, Astral Projection, Recoil, Freddy Fresh, Klaus Schulze, Stereolab, Vince Clarke, Add N to (X), Todd Rundgren и другими.
Стоимость синтезатора колеблется от $1500 до $3000. На официальном сайте заявленная стоимость составляет £1800.